# Hesperomeles gayana
Hesperomeles gayana là loài thực vật có hoa trong họ Hoa hồng. Loài này được (Decne.) J.F. Macbr. mô tả khoa học đầu tiên năm 1938.